# Christopher O'Donnell
Christopher O'Donnell, noto anche come Chris O'Donnell (Sligo, 17 maggio 1998), è un velocista irlandese.

## Biografia
Ha rappresentato l'Irlanda ai Giochi olimpici estivi di Tokyo 2020, classificandosi 8º nella staffetta 4×400 metri mista, assieme a Cillin Greene, Phil Healy e Sophie Becker.
Si è laureato campione continentale agli europei di Roma 2024, vincendo la medaglia d'oro nella staffetta 4×400 metri mista, con Rhasidat Adeleke, Thomas Barr e Sharlene Mawdsley. Nell'occasione la squadra ha anche realizzato il primato nazionale della specialità, grazie al tempo di 3'09"92.

## Record nazionali
- Staffetta 4x400 m mista: 3'09"92 ( Roma, 7 giugno 2024) (Christopher O'Donnell, Rhasidat Adeleke, Thomas Barr, Sharlene Mawdsley)

## Palmarès
| Anno | Manifestazione | Sede      | Evento        | Risultato  | Prestazione | Note |
| ---- | -------------- | --------- | ------------- | ---------- | ----------- | ---- |
| 2024 | Europei        | Roma      | 400 m piani   | Semifinale | dq          |      |
| 2024 | Europei        | Roma      | 4x400 m       | Batteria   | 3'04"41     |      |
| 2024 | Europei        | Roma      | 4×400 m mista | Oro        | 3'09"92     |      |
| 2025 | World Relays   | Guangzhou | 4x400 m       | Batteria   | 3'05"47     |      |